# Гватемальский республиканский фронт
Гватемальский республиканский фронт (исп. Frente Republicano Guatemalteco, FRG), ныне — Институционно-республиканская партия (исп. Partido Republicano Institucional, PRI) — гватемальская правая консервативно-популистская партия 1990—2013 годов. Объединила сторонников бывшего президента Эфраина Риоса Монтта. Являлась влиятельной политической силой в 1990—2000-е годы. В 2013 году дистанцировалась от Риоса Монтта и сменила название FRG на PRI.

## Партия Риоса Монтта
Генерал Эфраин Риос Монтт являлся президентом Гватемалы в 1982—1983 годах. На этот период пришёлся разгар гражданской войны между военным режимом и партизанским движением. Ультраправый антикоммунист Риос Монтт отличался особой жёсткостью в подавлении левого повстанчества. Бои и репрессии приняли небывалые масштабы. В то же время Риос Монтт проводил популистский курс, стараясь завоевать массовую поддержку. Крестьянские Патрули гражданской самообороны, насчитывавшие до миллиона человек, стали политической опорой режима. «Патрулерос» получали значительные социальные привилегии и экономические преференции, в том числе право присвоения имущества политических противников.
В 1989 году Эфраин Риос Монтт учредил партию FRG. Программа основывалась на идеологии военного правления 1982—1983, но с акцентами республиканизма, демократии, свободы предпринимательства. Наибольшую поддержку партия имела в сельских индейских районах, которые в 1982—1983 были ареной самых ожесточённых боёв и репрессий. Кажущийся парадокс объясняется тем, что там сконцентрировано наибольшее число бывших «патрулерос», поддерживающих Риоса Монтта.
Более двух десятилетий FRG являлся основной политической организацией «риосмонттизма».

## Электоральная история
Риос Монтт пытался выдвинуться в президенты на выборах 1990 года, но этого не удалось из-за конституционного запрета участникам военных переворотов претендовать на высший государственный пост. Однако FRG, выступив в коалиции с Институционно-демократической партией и Фронтом национального единства, получил 10 мандатов в парламенте. На досрочных парламентских выборах 1994 фракция FRG увеличилось до 32 депутатов из 158.
На президентских выборах 1995 FRG выдвинул кандидатуру Альфонсо Портильо, который, однако, уступил Альваро Арсу. Фракция сократилась до 21 мандата.
В 1999 году Альфонсо Портильо, баллотировавшийся от FRG, был избран президентом. Партия получила 63 места в парламенте, председателем парламента стал Эфраин Риос Монтт. Начало 2000-х являлось периодом наибольшего политического влияния FRG.
На выборах 2003 FRG вновь выдвинул президентскую кандидатуру Риоса Монтта. Судебные инстанции попытались этому воспрепятствовать. 24 июля 2003 в гватемальской столице произошли массовые беспорядки, устроенные активистами FRG. Эти события получили название Jueves negro — Чёрный четверг. Власти вынуждены были допустить Риоса Монтта к участию в президентских выборах. Он получил 19 % голосов, заняв третье место из одиннадцати кандидатов. После «чёрного четверга» полиция арестовала самого Риоса Монтта, его внука и племянницу, нескольких видных деятелей FRG. Им были предъявлены обвинения в беспорядках, некоторым из них (в частности, внуку генерала) — в расистских высказываниях. Эти обвинения против Эфраина Риоса Монтта были впоследствии сняты. На парламентских выборах партия получила почти 20 % и 43 места в парламенте.

## Разрыв с основателем и падение влияния
С середины 2000-х влияние FRG пошло на спад. На выборах 2007 кандидат партии Луис Раббе, бывший министр в правительстве Портильо, собрал 7,3 %, партия получила 15 мандатов. Эфраин Риос Монтт снова был избран депутатом и занял пост заместителя председателя парламента.
Генерал Риос Монтт формально оставался первым лицом партии до 2004 года. Преемницей основателя во главе FRG выступила его дочь Сури Риос. Однако в партии постепенно усиливалась новая генерация активистов, не связанная с Риосом Монттом и ориентированная на иные политические установки.
В 2011 FRG не выдвигал кандидата в президенты, поскольку не удалось согласовать поддержку Сури Риос. На парламентских выборах за партию голосовали менее 3 % избирателей, депутатами стали лишь 2 представителя FRG (один избранный, один присоединившийся). На выборах 2015 это представительство было потеряно. Причина заключалась в том, что Эфраин Риос Монтт и Сури Риос оставили партийное руководство. В результате FRG утратил привлекательность для «патрулерос» и их семей.
В 2013 году FRG возглавил бизнесмен Луис Фернандо Перес Мартинес. Под его руководством партия дистанцировалась от Риоса Монтта и его политического наследия. Название Гватемальский республиканский фронт, связанное с именами Эфраина Риоса Монтта (обвиняется в военных преступлениях) и Альфонсо Портильо (осуждён по обвинению в коррупции), было изменено на Институционно-республиканскую партию. В качестве образца была избрана мексиканская Институционно-революционная партия, но с более правой идеологией. Однако это не усилило, а ослабило позиции партии, поскольку отрыв от традиционной социальной базы не был ничем компенсирован.